# 祝世祿
祝世禄（1540年—1611年），字延之，又字無功，號石林，江西饶州府德興縣人。明朝政治人物、進士出身。

## 生平
年二十五，中嘉靖四十三年（1564年）甲子科江西鄉試舉人，萬曆十四年丙戌（1586年）任黄陂县学教諭，十七年（1589年）己丑成进士，初授休寧縣知縣，有兄弟讼十馀年不解者，世禄曰：「此未可曲直折也。」乃系以锒铛，而坐之狱，令朝夕同起卧，久之，遂兄弟如初。万历二十三年乙未（1595年），及选南吏垣，与潘去華、王德孺同为耿定向门人。時矿税起，留都两厰监驻徽宁，焰张甚，欲令二千石以下庭谒之。世禄取《仪注删定》为平交礼，九载考满，升南京尚宝司卿，京察降调，卒。世禄工诗，善草书，谈理独抒心得，人人解颐，故讲学之士尤思之。萬曆三十九年辛亥卒，享年七十二。

## 著作
著有《环碧斋》诗集三卷，尺犊三卷，及《祝子小言》，其中“能爱日，可使一日为两日，百年为千载”为其名言。

## 轶事
姚旅在《露书》中，描述了当时活跃在金陵各个阶层的知名人物，其云：“壬寅（萬曆三十年）金陵有十忙：祝石林写字忙，何雪渔图书忙，魏考叔画画忙，汪尧卿代作忙，雪浪岀家忙，马湘兰老妓忙，孟小儿行医忙，顾春桥合香忙，陆成叔讨债忙，程彦之无事忙”，祝世禄因善书而名列榜首。

## 家族
曾祖祝良骥，祖父祝碧，父祝廷相，母程氏。弟祝世臣，以祖坟被侵占，赴诉晉陵，爲仇家尾随杀之，祝世禄中进士爲官后爲其报仇。妻程氏，生四子：履一、抱一、得一、學一。